# Rolf Verres
Rolf Verres (* 4. Mai 1948 in Coesfeld/Westfalen) ist ein deutscher Mediziner und Psychologe.

## Leben
1968 begann Verres sein Studium der Medizin und Psychologie an der Universität Münster. Er schloss beide Studiengänge in Heidelberg ab. 1977 promovierte er am Lehrstuhl für Arbeits- und Sozialmedizin der Ruprecht-Karls-Universität Heidelberg. Von 1981 bis 1983 war er 2. Vorsitzender der Deutschen Gesellschaft für Medizinische Psychologie. 1986 wurde er Oberarzt und habilitierte. 1987 wurde Verres Professor für Medizinische Psychologie am Universitätskrankenhaus Hamburg-Eppendorf. Er kehrte zurück nach Heidelberg, wo er am Klinikum der Universität von 1991 bis 2013 Ärztlicher Direktor des Instituts für Medizinische Psychologie und Ordinarius für Psychotherapie und Medizinische Psychologie war. Weitere Rufe auf den Lehrstuhl für Medizinische Psychologie an der Universität Münster sowie auf den Lehrstuhl für Medizinische Psychologie an der Universität Wien hat Rolf Verres abgelehnt.

## Werke
- Therapie mit psychoaktiven Substanzen. Praxis und Kritik der Psychotherapie mit LSD, Psilocybin und MDMA, (Mit-Hrsg.), Bern: Huber, 2008. ISBN 978-3-45684-606-4
- Was uns gesund macht – Ganzheitliche Heilkunde statt seelenloser Medizin, Freiburg im Breisgau: Herder Freiburg, 2005. ISBN 978-3-45128-664-3
- Paarberatung und -therapie bei unerfülltem Kinderwunsch, (mit Heike Stammer und Tewes Wischmann), Göttingen: Hogrefe, 2004. ISBN 978-3-80171-458-1
- Die Kunst zu leben – Krebs und Psyche, Freiburg im Breisgau, Basel, Wien: Herder, 2003. ISBN 978-3-45105-343-6
- Paradies, Neustadt an der Weinstraße: Umschau-Buchverlag, 1999. ISBN 978-3-82956-815-9
- Heidelberger Lesebuch medizinische Psychologie (Hg.), Göttingen: Vandenhoeck und Ruprecht, 1999. ISBN 978-3-52545-831-0
- Strahlentherapie im Erleben der Patienten, (mit Dietrich Klusmann), Leipzig: Barth, 1997. ISBN 978-3-33500-506-3
- Heidelberg, Heidelberg: Universitätsverlag Winter, 1996. ISBN 978-3-82537-010-7
- Krebs und Angst, Berlin: Springer 1986. ISBN 3-540-16519-3
- Ärger, Aggression und soziale Kompetenz, (mit Ingrid Sobez), Stuttgart: Klett-Cotta, 1980. ISBN 978-3-12938-310-0
- Lichtungen – Eine Einladung zur Stille. Piano-Improvisationen (Audio-CD, 2003)
- Vom Klang der Seele. Die Bedeutung der Musik für körperliche und seelische Gesundheit. (Audio-CD, 2003)